# Bordesholm
Bordesholm er en kommune og administrationsby i det nordlige Tyskland, beliggende i Amt Bordesholm under Kreis Rendsborg-Egernførde. Kreis Rendsborg-Egernførde ligger i den centrale del af delstaten Slesvig-Holsten.

## Geografi
Bordesholm ligger mellem Kiel og Neumünster. Navnet betyder „am Ufer der Insel“ (ved kysten af øen). Sydvest for byen findes den ca. 70 ha og op til 8 m dybe Bordesholmer See.
Bydelen Alt-Bordesholm med den tilhørende klosterkirke ligger på en tidligere ø, Klosterinsel Bordesholm. Vandstandssænkninger og bymæssige ændringer har medført, at den har mistet sit præg af ø, der nu kun markeres af grønne vådområder.
Mod syd grænser kommunen til Dosenmoor, en højmose i bakkelandet, som via naturgenopretning forsøges fremtidssikret.